# 日本赤十字北海道看護大学
日本赤十字北海道看護大学（にっぽんせきじゅうじほっかいどうかんごだいがく、英語: Japanese Red Cross Hokkaido College of Nursing.）は、北海道北見市曙町に本部を置く日本の私立大学。1998年創立、1999年大学設置。大学の略称は日赤北海道看護大。

## 沿革
- 1998年（平成10年）12月 文部大臣より大学設置の認可。保健婦助産婦看護婦学校として指定を受ける。
- 1999年（平成11年）4月  日本赤十字北海道看護大学が北見市曙町に開学。
- 2002年（平成14年）12月 文部科学大臣より大学院の設置認可。
- 2003年（平成15年）4月  日本赤十字北海道看護大学大学院看護学研究科看護学専攻(修士課程)開設。
- 2007年（平成19年）4月  日本赤十字北海道看護大学看護開発センター開設。
- 2009年（平成21年）4月　日本赤十字北海道看護大学大学院看護学研究科助産学専攻(修士課程)開設。
- 2009年（平成21年）6月　日本赤十字北海道看護大学看護開発センター認定看護師教育課程(がん化学療法看護) 開設。日本赤十字北海道看護大学創立10周年記念式典。校歌制定。
- 2009年（平成21年）7月　北見工業大学及び旭川医科大学と包括連携協定締結。
- 2009年（平成21年）11月 札幌サテライト開設。
- 2012年（平成24年）3月　日本赤十字北海道看護大学大学院看護学研究科看護学専攻において専門看護師教育課程（がん看護分野）の認定。
- 2012年（平成24年）4月　日本赤十字北海道看護大学大学院看護学研究科助産学専攻を看護学専攻助産学分野に改組。
- 2013年（平成25年）3月　網走開発建設部、北見工業大学及び東京農業大学とオホーツク地域活力支援包括連携協力協定締結。
- 2015年（平成27年）1月　日本赤十字北海道看護大学大学院看護学研究科看護学専攻において専門看護師教育課程（慢性看護分野）の認定。
- 2015年（平成27年）4月　日本赤十字北海道看護大学災害対策教育センター開設。
- 2016年（平成28年）2月　日本赤十字北海道看護大学大学院看護学研究科看護学専攻において専門看護師教育課程（精神看護分野）の認定。
- 2016年（平成28年）4月　日本赤十字北海道看護大学大学院看護学研究科共同看護学専攻(博士課程)開設。
- 2020年（令和2年）4月　日本赤十字北海道看護大学大学院看護学研究科看護学専攻及び看護学研究科共同看護学専攻において一般教育訓練講座指定。

## 教育および研究

### 組織

#### 学部
- 看護学部
  - 看護学科（4年制、1学年の定員は100名）

#### 大学院
- 看護学研究科　看護学専攻
  - 修士課程
    - 看護学専攻（2年制、3年で履修する長期履修制度もある。1学年の定員は16名）

  - 博士課程
    - 共同看護学専攻（3年制、4年で履修する長期履修制度もある。1学年の定員は2名）

### 大学関係者
教職員
- 現理事長：富田博樹
- 初代学長：松木光子
- 2代学長：石井トク
- 3代学長：河口てる子
- 現学長：安酸史子

## 学生生活

### 学内奨学金
- 日本赤十字社看護師同方会奨学資金（無利子・貸与）

### 関連施設奨学金（貸与）
- 日本赤十字社北海道支部奨学資金（無利子）

### 赤十字病院（奨学金）
- 北見赤十字病院
- 伊達赤十字病院
- 栗山赤十字病院
- 函館赤十字病院
- 旭川赤十字病院

- 釧路赤十字病院
- 浦河赤十字病院
- 清水赤十字病院
- 置戸赤十字病院
- 小清水赤十字病院

## 他大学との協定
- 北見工業大学包括連携協定
- 旭川医科大学包括連携協定

## 系列校
- 日本赤十字看護大学
- 日本赤十字広島看護大学
- 日本赤十字九州国際看護大学
- 日本赤十字豊田看護大学
- 日本赤十字東北看護大学
- 日本赤十字東北看護大学介護福祉短期大学部

## その他
北海道における日本赤十字社の救護看護師養成は、1894年（明治27年）に始まる。これまで旭川（1923年開設）、北見（1939年）、伊達（1944年）、釧路（1966年）、浦河（1990年）にそれぞれ赤十字看護専門学校が開校され、看護師を養成していた。
1999年の日本赤十字北海道看護大学開学に伴い、北見、旭川、釧路の赤十字看護専門学校がそれぞれ統廃合され、現在は伊達と浦河の2校で看護師養成が行われている。